# Wijkia costaricensis
Wijkia costaricensis là một loài Rêu trong họ Sematophyllaceae. Loài này được (E.B. Bartram & Dixon) H.A. Crum miêu tả khoa học đầu tiên năm 1971.